# 陈宗熙
陈宗熙（1898年—2003年），中華民國政治人物，是中國國民黨中享寿最长的政治人物之一。字志和，浙江省奉化区人。机要界元老，末代官派臺中市市長。

## 家庭
生于大清浙江省宁波府奉化县（今宁波市奉化区）尚田镇苕霅村，一说奉化条宅人。是家中长子，有二弟陈宗熏、三弟陈宗烈。妻陈魏珍，浙江诸暨人，著名企业家。有独子陈耀亚，美国籍。另有二女，加拿大国籍。

## 生平
早年就读于凤麓学堂（今为奉化一中）。毕业于南京金陵大学深造。大学毕业后，任职于中华民国国防研究院，于国防研究院第五期结业。曾担任安徽凤台县县长，定远县县长等地方官。1938年起，先后担任国民政府军事委员会委员长办公厅机要室任机要秘书、科长。1942年，出任中华民国外交部机要室主任。
抗日战争胜利后，跟随陈仪赴台湾负责从日方接收台湾。曾担任台中市市长。
1949年，赴台湾。1951年起，先后担任中华民国总统府秘书，机要室主任，掌管在台中华民国政府机要十八年，是政府机要工作的元老。后来转向市政建设与市政管理的研究，应张其昀邀请，受聘于中国文化学院（今为中国文化大学），先后担任市政系主任，市政研究所所长。曾任台北市都市计划委员。曾应美国国务院的邀请，赴美国考察市政建设。1969年后，担任工荣股份有限公司董事长。1981年起，担任中国国民党中央评议委员，国民党中央党务顾问、中央组织委员。
曾于93岁、97岁高龄访问大陆，回到故乡奉化祭祖。1998年，定居浙江杭州。曾与妻陈魏珍斥资数亿元投资于大陆，仅投资于杭州的房产在2000年就逾亿元。曾于103岁高龄在大陆有法律诉讼，是当时大陆涉及数目最大的家庭财产诉讼。在奉化中学创设有“陈宗熙奖学金”提掖后学。于105岁高龄逝世。

## 著作
对城市规划与建设颇有研究，曾著有相关研究著作多种，代表性的有：
- 《美国都市之管理》
- 《市政论丛》
- 《市政刍议》

## 遗物
- 于右任书唐王维诗赠陈宗熙
- 今浙江省宁波市奉化区尚田镇苕霅村陈宗熙旧居[2]